# Miracle eucharistique de Cascia

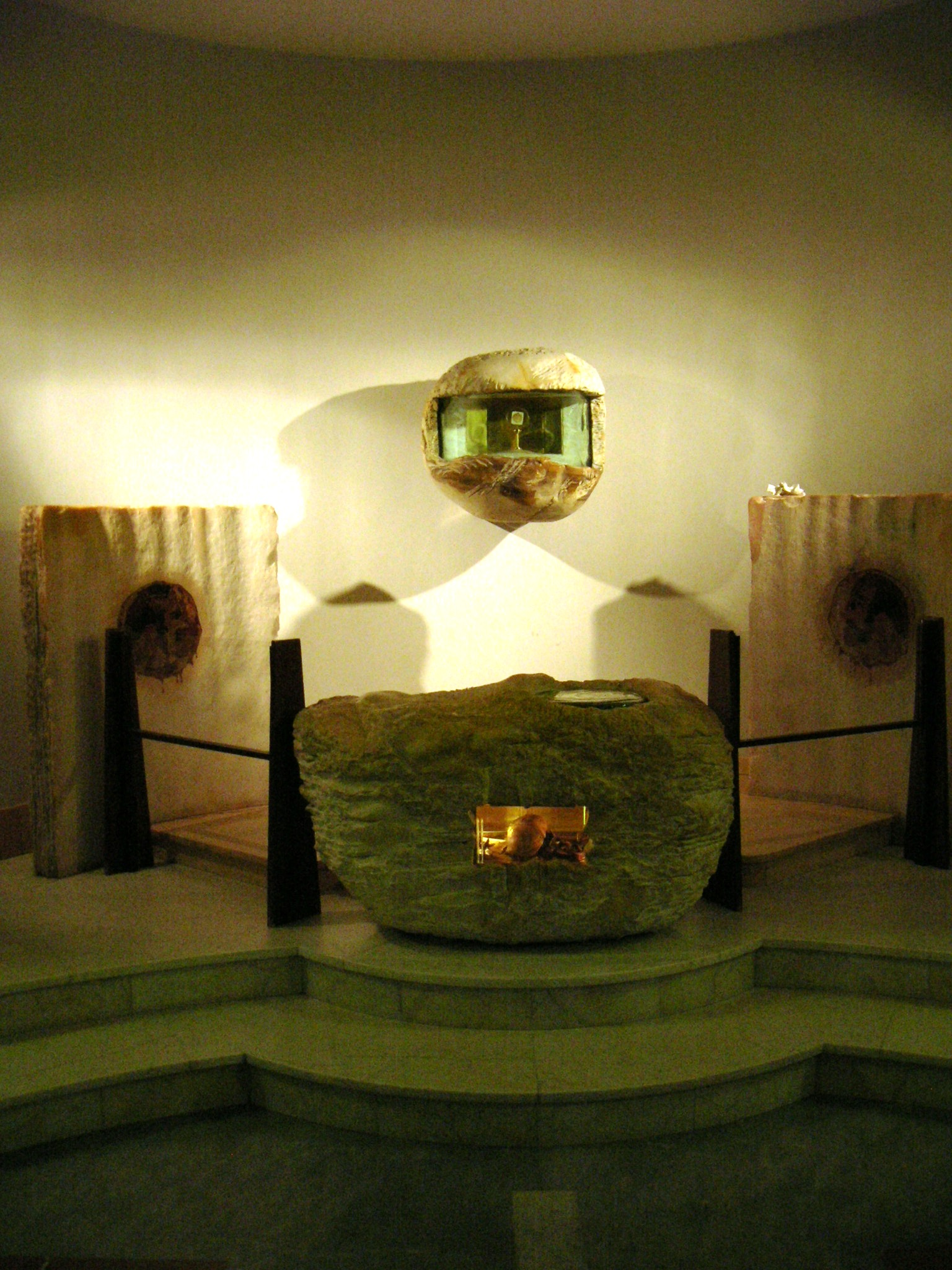
L'autel du miracle eucharistique, à Cascia.

Le miracle eucharistique de Cascia est un phénomène surnaturel se rapportant à un miracle eucharistique qui aurait eu lieu près de Sienne, en 1330. Une hostie consacrée se serait mise à saigner, après qu'un prêtre l'aurait placée entre les pages de son bréviaire. Aucune preuve scientifique n'atteste de cet évènement présumé. Consulté, le père Simon Fidati du couvent des Augustiniens de Sienne obtint du prêtre de conserver la relique.

## Histoire
Un prêtre de Sienne aurait placé entre les pages de son bréviaire une hostie consacrée, pour la porter à un agriculteur malade de la région de Sienne. L'hostie se serait alors mise à saigner, tachant les deux pages du livre.
L'une est alors exposée à Sienne et l'autre en l'église Saint-Augustin de Cascia. Il ne reste aujourd'hui aucune trace de la relique conservée à Sienne, dont le dévouement est toutefois mentionné par des chroniqueurs de l'époque.
Le 10 janvier 1401, le pape Boniface IX déclare l'événement miraculeux dans une bulle spéciale et accorde l'indulgence aux fidèles se rendant en l'église Saint-Augustin le jour de la Fête-Dieu. Selon certains témoins, la tache de sang formerait un visage souffrant ou exhalerait une odeur de sainteté.
La relique est aujourd'hui conservée à la basilique Sainte-Rita de Cascia, où gisent également sainte Rita et saint Simon Fidati.